# Окудэра, Сатоко
Сатоко Окудэра (яп. 奥寺 佐渡子 окудэра сатоко) — японский сценарист для кинофильмов и аниме. Обладательница Премии Японской киноакадемии за сценарий к фильму «Школьные истории о привидениях» (1995), премии «Майнити» за сценарий к фильму «Новоселье» (1993), Tokyo Anime Awards за сценарии к аниме «Девочка, покорившая время» (2006) и «Летние войны» (2009).
Выпускница литературного факультета университета Токай в Токио, Окудэра не планировала становиться сценаристом и до 1991 года работала в нефтяной компании, после чего уволилась и посвятила себя писательской деятельности.

## Сценарии к аниме
- Makai Tensho (2003)
- Tenshi (2006)
- Девочка, покорившая время (2006)
- Miyori no Mori (2007)
- Летние войны (2009)
- The Princess and the Pilot (2011)
- Волчьи дети Амэ и Юки (2012)